# Великие Крушлинцы
Вели́кие Кру́шлинцы (укр. Великі Крушлинці) — село в Винницком районе Винницкой области Украины.
Код КОАТУУ — 0520680803. Население по переписи 2001 года составляет 980 человек. Почтовый индекс — 23243. Телефонный код — 432.
Занимает площадь 1,639 км².
В селе действует храм святителя Луки Крымского и храм Усекновения главы Иоанна Предтечи Винницкого районного благочиния Винницкой епархии Украинской православной церкви.

## Адрес местного совета
23243, Винницкая область, Винницкий район с.Великие Крушлинцы, ул.60-летия 39